# Finneytown, Ohio
Finneytown, Ohio (енгл. Finneytown) насељено је место без административног статуса у америчкој савезној држави Охајо.

## Демографија
По попису из 2010. године број становника је 12.741, што је 751 (-5,6%) становника мање него 2000. године.
| Група             | 2000.         | 2010.         |
| Белци             | 9.782 (72,5%) | 7.732 (60,7%) |
| Афроамериканци    | 3.215 (23,8%) | 4.293 (33,7%) |
| Азијати           | 149 (1,1%)    | 181 (1,4%)    |
| Хиспаноамериканци | 108 (0,8%)    | 241 (1,9%)    |
| Укупно            | 13.492        | 12.741        |